# Boreasz
Boreasz (także Boreas; gr. Βορέας Boréas, Βοριάς Boriás „wiatr północny”, „północ”; łac. Boréas „wiatr północny”, Boreus „północny”, Aquilo „wiatr północny”,  „północ”) – w mitologii greckiej bóg i uosobienie wiatru północnego; utożsamiany z rzymskim Akwilonem.
Uosabiał zimny, gwałtowny wiatr, wiejący z północy, zdolny wyrządzać wielkie szkody (bora). W starożytnej Grecji jego imieniem oznaczano jedną ze stron świata – północ.
Uchodził za syna tytana Astrajosa i tytanidy Eos oraz za brata Fosforosa (Hesperosa; personifikacji planety Wenus), niektórych gwiazd (personifikacji gwiazd), Eurosa, Notosa, Zefira, przypuszczalnie także Apeliotesa, Kajkiasa, Lipsa, Skirona (personifikacji wiatrów). Porwał Orejtyję, z którą miał dwóch synów, Kalaisa i Zetesa.
Kult jego był rozpowszechniony wśród żeglarzy i rolników. Składano mu w ofierze czarnego barana i koguta.
Boreasz przedstawiany był jako brodaty stary mężczyzna czasami o dwóch twarzach. Czczony był w Attyce jako „szwagier” Ateńczyków. Wierzono, że to on spowodował szkody wyrządzone flocie najeźdźców perskich w latach 492 i 480 p.n.e. i to był główny powód jego szerokiego kultu. Był ojcem nieśmiertelnych koni bojowych Achillesa, Ksantosa i Baliosa, które galopowały z prędkością wiatru. Za ojczyznę Boreasza uważano Trację na północ od Morza Egejskiego. W przeciwieństwie do Zefira, Boreasz był z natury gwałtowny i nieokiełznany, zdolny wyrządzać wielkie szkody. Kiedyś Boreasz porwał Orejtyję, księżniczkę ateńską, córkę króla Erechteusa. Napotkawszy ją, gdy tańczyła nad strumieniem Boreasz spowił ją w chmurę i uprowadził do swojej siedziby. Urodziła mu dwóch bliźniaczych synów – Kalaisa i Zetesa. W momencie narodzin chłopcy mieli całkowicie ludzki wygląd, później jednak wyrosły im z ramion złote skrzydła. Obaj zginęli z ręki Heraklesa. Córkami Boreasza były: Chione, kochanka Posejdona, która urodziła mu syna i Kleopatra.